# Совет Европейского союза
Сове́т Европе́йского сою́за (официальное название — Совет, обычно упоминается как Совет министров, в качестве компромисса также называется латинским Consilium) — наряду с Европейским парламентом, один из двух законодательных органов Европейского союза и один из семи его институтов.
В Совет входят 27 министров — по одному министру от каждого из правительств государств — членов Европейского союза. Также без права голоса в заседаниях Совета участвует соответствующий европейский комиссар. Состав министров — членов Совета ЕС зависит от обсуждаемого круга вопросов. Например, вопросами охраны труда занимаются 27 министров государств-членов, ведающие охраной труда, — министров труда или социального обеспечения, а также комиссар по вопросам занятости, социальным вопросам и политике обеспечения равных возможностей. Обычно каждый совет проводит не менее двух официальных заседаний и одной неофициальной встречи в течение одного председательского срока. Совет может собираться одновременно в разных составах.

## История
Был создан в 1952 году как Особый совет министров в рамках Европейского объединения угля и стали, чтобы уравновесить Высший руководящий орган (наднациональный руководящий орган ЕОУС, сегодня — Европейская комиссия).
В первые периоды существования Европейского сообщества большинство решений Совета требовали единогласного решения. Постепенно все большее применение приобретает способ принятия решений квалифицированным большинством голосов. При этом каждому государству принадлежит определённое число голосов в зависимости от его населения и экономического потенциала.
Начиная с Парижского договора, существует тенденция селективного делегирования полномочий от национальных государств (напрямую или через Совет министров) к Еврокомиссии. Подписание новых «пакетных» соглашений добавляли новые компетенции Евросоюзу, что влекло за собой делегирования больших исполнительских полномочий Еврокомиссии. Однако, Еврокомиссия не свободна в осуществлении политики, в определённых сферах национальные правительства имеют инструменты контроля над её деятельностью. Другая тенденция — усиление роли Европарламента. Следует заметить, что несмотря на проделанную Европарламентом эволюцию от сугубо консультативного органа до института, получившего право совместного решения и даже одобрения, полномочия Европарламента по-прежнему были сильно ограничены. Поэтому баланс сил в системе институтов ЕС по-прежнему был в пользу Совета министров.

## Полномочия и должностные обязанности
Совет играет ключевую роль в тех областях европейской интеграции, где принятие решений происходит на межправительственном уровне. Исходя из положений Маастрихтского договора, можно сказать, что Совет наиболее компетентен в тех вопросах, которые могут быть отнесены ко второй и третьей опорам европейской интеграции (совместная внешняя политика и политика в области безопасности и сотрудничество по внутренним вопросам). В то же время Совет ЕС входит в корпус институтов законодательной власти Европейского союза. Некоторые исследователи (С. Хикс) рассматривают Совет Министров как верхнюю палату в политической системе Европейского союза. Фактически любой правовой акт Евросоюза должен получить одобрение Совета, однако ряд правовых актов, а также бюджет Европейского союза подлежат совместному решению Совета и Европейского Парламента.

## Организация

### Председательство
Председательство в Совете министров осуществляется государствами — членами ЕС в порядке, единогласно определяемом Советом (обычно ротация происходит по принципу большое — малое государство, основатель — новый член и т. д.). Ротация происходит раз в шесть месяцев.
Хронология председательства стран в Совете ЕС в 2020—2025 годах:
| Год  | 1 января — 30 июня | 1 июля — 31 декабря |
| 2020 | Хорватия           | Германия            |
| 2021 | Португалия         | Словения            |
| 2022 | Франция            | Чехия               |
| 2023 | Швеция             | Испания             |
| 2024 | Бельгия            | Венгрия             |
| 2025 | Польша             | Дания               |

### Состав
В состав Совета ЕС входят представители стран-членов ЕС в ранге не ниже министров. Также Совет ЕС может собираться в составе глав государств и правительств. Формации Совета ЕС определяются в соответствии с учредительными Договорами Европейским Советом. На протяжении последних лет существовала практика сокращения формаций Совета. В 1999 г. было решено сократить количество формаций Совета до 16, в 2002 г. до 9. Однако после вступления в силу Лиссабонского договора Совет по общим вопросам и внешним отношениям был разделён на два Совета. Таким образом, действующий Совет ЕС собирается в составе 10 формаций.
- Совет по общим вопросам

- Совет по внешним отношениям
- Совет по экономическим и финансовым вопросам (Экофин)
- Совет по правосудию и внутренним делам
- Совет по сельскому хозяйству и рыболовству
- Совет по окружающей среде
- Совет по образованию, делам молодёжи и культуре
- Совет по занятости, социальной политике, здравоохранению и защите потребителей
- Совет по транспорту, телекоммуникациям и энергетике
- Совет по конкурентоспособности (внутренний рынок, промышленность и исследования)

### Администрирование
Подготовка вопросов, до рассмотрения их в Совете ЕС, ведётся в Комитетах постоянных представителей и рабочих группах. В обсуждении вопросов в рабочих группах участвуют эксперты центральных администраций и представительств стран-членов ЕС. В рабочих группах все предложения проходят тщательную проверку, и в Комитет постоянных представителей передаются лишь те вопросы, о которых не достигли единогласия в рабочих группах. Согласованные вопросы, как правило, не рассматриваются Комитетом постоянных представителей. Из Комитета постоянных представителей на специальное рассмотрение Советом переходят лишь вопросы, оставшиеся открытыми в Комитете постоянных представителей. С точки зрения Совета главный упор в процессе принятия решений делается на подготовке вопросов в рабочих группах. В них представители стран-членов, естественно, действуют в рамках полномочий, предоставленных их министрами.

### Голосование
По общему правилу квалифицированным большинством (п.3 ст.16)
В Совете представлен один министр из каждого государства-члена. Число голосов членов Совета зависит от размера и экономического значения страны.
Законы об охране труда подтверждаются на Совете квалифицированным большинством. Все выдвигаемые на Совете вопросы обсуждаются в Комитете постоянных представителей государств-членов (COREPER), состоящем, в основном, из послов.